# Уголовно-процессуальное право
Уголо́вно-процессуа́льное пра́во — отрасль права, регулирующая деятельность органов суда, прокуратуры, следствия и дознания по возбуждению, расследованию и разрешению уголовных дел.
Уголовный процесс — это регламентированная законом деятельность суда, прокурора, следователя, органа дознания, дознавателя и других участников уголовного судопроизводства, включающая в себя проверку сообщений о преступлениях, предварительное расследование, судебное рассмотрение и разрешение уголовных дел, исполнение решений суда, которые предназначены для защиты прав и законных интересов потерпевших от преступлений, а также прав и законных интересов, подвергаемых уголовному преследованию лиц, с тем, чтобы исключить незаконное ограничение их прав и свобод, что призвано обеспечивать надлежащее применение норм уголовного акта.
Нормы уголовно-процессуального права регулируют общественные отношения в сфере уголовного судопроизводства (уголовно-процессуальные правоотношения — общественные правоотношения), возникающие между государственными органами и должностными лицами, между должностными лицами и между государственными органами (должностными лицами) и гражданами.
В соответствии с назначением уголовного судопроизводства, которое отражено в ст. 6 УПК РФ, уголовно-процессуальное право преследует целью защиту прав и законных интересов граждан и организаций, потерпевших от преступлений.
Процессуальная деятельность:
Во-первых основана на принципе состязательности и равноправия сторон. Конечной целью проводящейся в Российской Федерации судебной реформы является переход к состязательному типу процесса. УПК РФ провозглашает состязательность, принципом уголовного судопроизводства, обращая внимание, что функции обвинения, защиты и разрешения уголовного дела отделены друг от друга и не могут быть возложены на один и тот же орган или одно и то же должностное лицо. Стороны обвинения и защиты равноправны перед судом (ст. 15 УПК). Содержание состязательности как принципа уголовного судопроизводства состоит в наличии равноправных сторон в процессе, начиная со стадии предварительного расследования, и разделении функций уголовного преследования, защиты и юстиции между стороной обвинения, стороной защиты и судом. Законодателем последовательно проводится мысль, что принцип состязательности действует на всех стадиях уголовного процесса. Это полностью совпадает с позицией Конституционного Суда РФ.
Во-вторых, уголовный процесс в настоящее время ставит своей целью защиту прав и законных интересов лиц и организаций, потерпевших от преступлений, а также защиту личности от незаконного и необоснованного обвинения, осуждения, ограничения её прав и свобод.